# Parafia św. Jakuba Apostoła w Szczecinie
Parafia pod wezwaniem Świętego Jakuba Apostoła w Szczecinie – rzymskokatolicka parafia należąca do dekanatu Szczecin-Śródmieście, archidiecezji szczecińsko-kamieńskiej, metropolii szczecińsko-kamieńskiej. Została erygowana w 23 grudnia 1954 r. Kościół parafialny jest Katedrą archidiecezji szczecińsko - kamieńskiej.